# 鲁兰
鲁兰（德語：Ruhland，發音：[ˈʁuːlant] ⓘ）是德国勃兰登堡州上施普雷瓦尔德-劳西茨县的城市，面积37.22平方千米，2023年12月31日人口为3,737人。